# Старосеменкино
Старосеме́нкино (рос. Старосемёнкино, башк. Иҫке Семенкин) — село у складі Белебеївського району Башкортостану, Росія. Адміністративний центр Семенкинської сільської ради.
Населення — 437 осіб (2010; 410 в 2002).
Національний склад:
- чуваші — 85 %